# Renato Soru
Renato Soru (ur. 26 sierpnia 1957 w Sanluri) – włoski przedsiębiorca oraz polityk, w latach 2004–2009 prezydent Sardynii, deputowany do Parlamentu Europejskiego VIII kadencji.

## Życiorys
Ukończył studia z zakresu ekonomii społecznej na Uniwersytecie Bocconi w Mediolanie. Zawodowo początkowo związany z branżą finansową, zakładał przedsiębiorstwo CBI Merchant, następnie inwestując w sektory handlowy i telekomunikacyjny (założył i został dyrektorem generalnym przedsiębiorstwa Tiscali). W 2001 magazyn „Forbes” wyceniał jego majątek na około 5 miliardy USD.
W 2003 zaangażował się w działalność polityczną, założył ugrupowanie Progetto Sardegna, które weszło do centrolewicowej koalicji wyborczej. Rok później wygrał w wyborach na urząd prezydenta Sardynii, który sprawował do 2009, nie uzyskując reelekcji. W 2007 dołączył do Partii Demokratycznej, a w 2008, jeszcze w trakcie pełnienia funkcji w administracji regionalnej, dokonał zakupu lewicowego dziennika „l'Unità”. W 2014 z ramienia PD został wybrany na eurodeputowanego VIII kadencji.
W maju 2016 został skazany na karę 3 lat pozbawienia wolności za oszustwa podatkowe. W maju 2017 został jednak uniewinniony w postępowaniu odwoławczym.